# M.A. Anderson
M.A. Anderson, de son vrai nom Milford Arthur Andersen, est un directeur de la photographie américain né le 15 septembre 1893 à Chicago (Illinois) et mort le 8 mars 1958 à Los Angeles (Californie).

## Filmographie
- 1928 : Confessions of a Wife d'Albert H. Kelley
- 1928 : Crashing Through (en) de Thomas Buckingham
- 1928 : Fagasa de Raymond Wells
- 1928 : Forbidden Grass de E. M. Eldridge
- 1928 : South of Panama de Charles J. Hunt
- 1928 : The Adorable Cheat de Burton L. King
- 1928 : The House of Shame de Burton L. King
- 1928 : The Sky Rider de Alvin J. Neitz
- 1929 : Below the Deadline de J. P. McGowan
- 1929 : Campus Knights de Albert H. Kelley
- 1929 : Circumstantial Evidence de Wilfred Noy
- 1929 : Just Off Broadway de Frank O'Connor
- 1929 : Silent Sentinel de Alvin J. Neitz
- 1929 : The Peacock Fan de Phil Rosen
- 1930 : Jazz Cinderella de Percy Pembroke
- 1930 : Ladies in Love de Edgar Lewis
- 1930 : Lotus Lady de Phil Rosen
- 1930 : The Last Dance de Percy Pembroke
- 1930 : The Midnight Special de Duke Worne
- 1930 : The Phantom of the West de D. Ross Lederman
- 1931 : Grief Street de Richard Thorpe
- 1931 : Night Life in Reno de Raymond Cannon
- 1931 : The Devil Plays de Richard Thorpe
- 1931 : The Lady from Nowhere de Richard Thorpe
- 1931 : The Lawless Woman de Richard Thorpe
- 1932 : Beauty Parlor de Richard Thorpe
- 1932 : Cross-Examination de Richard Thorpe
- 1932 : Escapade de Richard Thorpe
- 1932 : Forbidden Company de Richard Thorpe
- 1932 : Midnight Lady de Richard Thorpe
- 1932 : Mis à l'épreuve (Probation), de Richard Thorpe
- 1932 : Slightly Married de Richard Thorpe
- 1932 : Soñadores de la gloria de Miguel Contreras Torres
- 1932 : The King Murder de Richard Thorpe
- 1932 : The Last Ride de Duke Worne
- 1932 : Thrill of Youth de Richard Thorpe
- 1933 : A Man of Sentiment de Richard Thorpe
- 1933 : By Appointment Only de Frank Strayer
- 1933 : Dance Girl Dance de Frank Strayer
- 1933 : Forgotten de Richard Thorpe
- 1933 : J'ai vécu (I Have Lived) de Richard Thorpe
- 1933 : Love Is Like That de Richard Thorpe
- 1933 : Notorious but Nice de Richard Thorpe
- 1933 : Rainbow Over Broadway de Richard Thorpe
- 1933 : Strange People de Richard Thorpe
- 1933 : The Secrets of Wu Sin de Richard Thorpe
- 1933 : Women Won't Tell de Richard Thorpe
- 1934 : City Park de Richard Thorpe
- 1934 : Cross Streets de Frank Strayer
- 1934 : Fifteen Wives de Frank Strayer
- 1934 : Fugitive Road de Frank Strayer
- 1934 : Green Eyes de Richard Thorpe
- 1934 : In Love with Life de Frank Strayer
- 1934 : In the Money de Frank Strayer
- 1934 : Murder on the Campus de Richard Thorpe
- 1934 : One in a Million de Frank Strayer
- 1934 : Stolen Sweets de Richard Thorpe
- 1934 : The Curtain Falls de Charles Lamont
- 1934 : The Ghost Walks de Frank Strayer
- 1934 : The Quitter de Richard Thorpe
- 1934 : Twin Husbands de Frank Strayer
- 1935 : A Shot in the Dark de Charles Lamont
- 1935 : Circumstantial Evidence de Charles Lamont
- 1935 : Condemned to Live (en) de Frank Strayer
- 1935 : Death from a Distance de Frank Strayer
- 1935 : False Pretenses de Charles Lamont
- 1935 : Happiness C.O.D. de Charles Lamont
- 1935 : Hitch Hike to Heaven de Frank Strayer
- 1935 : Port of Lost Dreams de Frank Strayer
- 1935 : Public Opinion de Frank Strayer
- 1935 : Society Fever de Frank Strayer
- 1935 : Sons of Steel de Charles Lamont
- 1935 : Symphony of Living de Frank Strayer
- 1935 : The Girl Who Came Back (en) de Charles Lamont
- 1935 : The Lady in Scarlet de Charles Lamont
- 1935 : The World Accuses de Charles Lamont
- 1936 : August Week-End de Charles Lamont
- 1936 : Below the Deadline de Charles Lamont
- 1936 : Brilliant Marriage de Phil Rosen
- 1936 : Easy Money de Phil Rosen
- 1936 : Ellis Island de Phil Rosen
- 1936 : It Couldn't Have Happened (But it Did) de Phil Rosen
- 1936 : Lady Luck (en) de Charles Lamont
- 1936 : Missing Girls de Phil Rosen
- 1936 : Murder at Glen Athol de Frank Strayer
- 1936 : Ring Around the Moon de Charles Lamont
- 1936 : Tango de Phil Rosen
- 1936 : The Bridge of Sighs de Phil Rosen
- 1936 : The Dark Hour de Charles Lamont
- 1936 : The House of Secrets de Roland Reed
- 1936 : The Little Red Schoolhouse de Charles Lamont
- 1936 : Three of a Kind de Phil Rosen
- 1937 : Red Lights Ahead de Roland Reed
- 1938 : Delinquent Parents de Nick Grinde
- 1938 : Rebellious Daughters de Jean Yarbrough
- 1938 : Slander House de Charles Lamont
- 1946 : Betty Co-Ed de Arthur Dreifuss
- 1947 : Border Feud de Ray Taylor
- 1947 : West to Glory de Ray Taylor
- 1948 : Whirlwind Raiders (it) de Vernon Keays